# گالش (کفش)

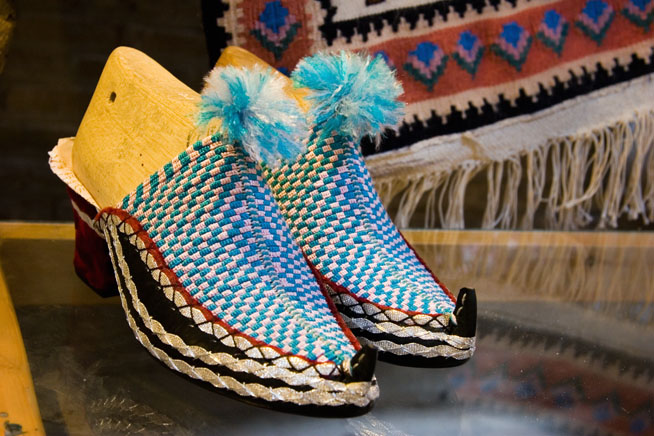
یک جفت گالش

گالش از کفش‌های سنتی ایران است. گالش همانند گیوه دست باف است و در آن از پارچه‌های ویژه استفاده می‌شود. این نوع از کفش بیشتر در نواحی شمال ایران مورد استفاده بوده است و امروزه نیز از آن استفاده می‌کنند و به عنوان صنایع دستی ایران به‌شمار می‌آید.